# Henry Bournes Higgins
Pour les articles homonymes, voir Higgins.
Henry Bournes Higgins, mieux connu sous le nom de H. B. Higgins, né le 30 juin 1851 à Newtownards en Irlande (Royaume-Uni) et mort le 13 janvier 1929 à Dromana dans le Victoria, est un homme politique puis juge australien. Son principal héritage est le jugement Harvester (en) qu'il prononce en 1907 et qui crée le droit pour chacun à un salaire suffisant pour subvenir à ses besoins (en anglais, living wage).

## Jeunesse
Son père, dont il est l'un des huit enfants, est un pasteur wesleyan. Henry Higgins est un enfant à la santé fragile, affligé par ailleurs d'un fort bégaiement. Éduqué dans une école wesleyane « austère », il travaille d'abord comme ouvrier dans un atelier textile, puis comme commis dans un entrepôt de mobilier à Dublin. En 1869, à la suite de la mort de son frère aîné, ses parents décident de migrer en Australie, réputé pour son climat plus sain, pour assurer un meilleur avenir à leurs enfants. La famille s'établit à Melbourne, où Henry obtient un certificat d'aptitude à l'enseignement primaire. Il devient enseignant, tout en étudiant le droit à l'Université de Melbourne ; excellent étudiant, il obtient un Master en droit en 1876. Admis cette année-là au barreau du Victoria, il choisit de se spécialiser en equity, branche du droit qui lui permet de ne pas avoir à plaider devant un jury, en raison de son bégaiement. Il obtient le titre honorifique de conseiller du Roi (King's Counsel) en 1903.
En 1885 il épouse Mary Alice Morrison, dont il aura un unique enfant, un fils, deux ans plus tard.

## Carrière politique
À partir de 1883, il s'exprime publiquement au sein du mouvement pour l'autonomie de l'Irlande, qui fait alors partie intégrante du Royaume-Uni. Après une première tentative infructueuse en 1892, il est élu en 1894 député de la ville de Geelong à l'Assemblée législative du Victoria. Il y soutient le gouvernement plutôt progressiste de George Turner. Convaincu de la nécessité d'un rôle social interventionniste de l'État, il vote en faveur de l'adoption de la loi de 1896 qui introduit pour la première fois un salaire minimum dans certaines industries frappées par la dépression.
En 1897, il est l'un des dix délégués élus par le Victoria pour prendre part à la Convention fédérale qui prépare la Constitution de la future Australie unifiée. On lui doit notamment la clause permettant aux autorités fédérales de légiférer pour créer des tribunaux de conciliation et d'arbitrage des conflits sociaux ; ainsi que l'article 116 (en) garantissant la liberté de religion et la séparation de l'Église et de l'État au niveau fédéral. Pour autant, il s'oppose à la version finale de la Constitution, qu'il juge « rigide et répressive », et fait campagne en vain contre son adoption lorsqu'elle est soumise au peuple par référendum. Dans le même temps, il s'exprime contre la participation de l'Australie à la seconde guerre des Boers en Afrique du Sud, se disant choqué que les volontaires puissent ainsi « partir à la guerre le cœur léger, et sans s'interroger de près sur la justice ou non de celle-ci ». En ceci il est très minoritaire ; son opposition à la guerre le rend impopulaire. Lors de sa campagne électorale pour les élections législatives du Victoria en 1900, son opposition à la guerre et à la Constitution fédérale, son soutien pour la laïcité et pour l'autonomie de l'Irlande, sont autant d'éléments que lui reprochent ses adversaires et ses électeurs ; il perd son siège à l'Assemblée législative.
Il se présente alors aux premières élections législatives fédérales, en mars 1901. Candidat dans la circonscription de Melbourne-nord, circonscription ouvrière, et membre de l'aile gauche du Parti protectionniste, il soutient globalement le programme du Parti travailliste, qui ne lui oppose pas de candidat. Il est élu à la Chambre des représentants, et réélu en 1903. En 1904 il vote la destitution du gouvernement protectionniste d'Alfred Deakin, lorsque celui-ci refuse d'accorder aux ouvriers des chemins de fer des États le bénéfice de la politique d'arbitrage des conflits sociaux. Les travaillistes sont alors en mesure de former un gouvernement, sous la direction du nouveau Premier ministre Chris Watson. Le Parti travailliste étant issu du mouvement ouvrier et n'ayant aucun juriste expérimenté dans ses rangs, Watson offre à Higgins le poste de Procureur général. Higgins accepte, avec l'accord d'Alfred Deakin, avec lequel il entretient toujours des relations amicales. Il est le seul membre non-travailliste du gouvernement Watson, qui toutefois dure moins de quatre mois avant d'être destitué par une majorité adverse au Parlement.

## Carrière juridique
En octobre 1906 Alfred Deakin, redevenu Premier ministre, le nomme juge à la Haute Cour d'Australie, la cour suprême du jeune pays. L'année suivante, il obtient également la présidence de la Cour fédérale de conciliation et d'arbitrage. Sa première affaire d'arbitrage, fin 1907, est restée sa plus célèbre. Il doit décider si les salaires versés par le puissant industriel Hugh McKay sont « justes et raisonnables » comme le requiert la législation. Higgins détermine quel est le salaire minimal nécessaire pour qu'un ouvrier non-qualifié puisse subvenir, dans une « communauté civilisée », à ses propres besoins et à ceux de sa femme et de trois enfants : sept shillings par jour. Ce précédent, qu'il applique strictement lors des affaires ultérieures, lui vaut la reconnaissance des syndicats ouvriers, et la colère des organisations patronales.
Il est en vacances en Angleterre lorsqu'éclate la Première Guerre mondiale, qu'il juge malheureusement nécessaire. Il s'inquiète néanmoins de la montée du jingoïsme et des violences publiques contre les personnes d'origine allemande au Royaume-Uni. Son fils Mervyn s'engage, participe à la bataille des Dardanelles en 1915, puis est tué lors de la bataille de Magdhaba en décembre 1916, plongeant ses parents dans une douleur inconsolable.
Dans le même temps, Higgins critique publiquement le gouvernement du Premier ministre australien Billy Hughes, l'accusant d'affaiblir le système d'arbitrage des conflits sociaux ; ce désaccord le mène à démissionner de la Cour de conciliation et d'arbitrage en 1920. Il conserve l'estime des syndicats, et demeure juge à la Haute Cour jusqu'à sa mort en 1929. Bien qu'ayant amélioré sa diction, il conserve toute sa vie une « trace de bégaiement ».
Parallèlement à ses carrières politique et juridique, il est membre du Conseil de l'Université de Melbourne de 1887 à 1923, où il soutient à la fois l'admission des femmes en tant qu'étudiantes à titre égal aux hommes, et un plus grand accès pour tous à l'enseignement supérieur. Il soutient financièrement des étudiants à titre personnel, avec ses propres revenus.